# Discestra picta
Discestra picta är en fjärilsart som beskrevs av Turati 1926. Discestra picta ingår i släktet Discestra och familjen nattflyn. Inga underarter finns listade i Catalogue of Life.